# Hirant Sanazar
Hirant Sanazar (Osasco, 9 de abril de 1929 – Osasco, 23 de novembro de 2003) foi um advogado e político brasileiro.

## Origem e formação
Filho de imigrantes armênios, Hirant Sanazar (Hrant Shahnazarian) foi o primeiro prefeito de Osasco, tendo exercido turbulento mandato entre 1962 e 1967. Acusado de corrupção, em 1964, teve seu mandato interrompido em virtude de um IPM - Inquérito Policial Militar.
Trabalhou como professor de Geografia, História, Português e Química, além de advogado. Iniciou a sua carreira pública em 1955, quando foi eleito pelo então distrito de Osasco para exercer o cargo de vereador na Câmara Municipal de São Paulo.
Lutou ativamente pela autonomia política e administrativa de Osasco. Em 1962, quando se concretizou a emancipação do município elegeu-se prefeito pelo PTN.
A vitória pela prefeitura ocorreu nas eleições de 4 de fevereiro de 1962, quando obteve 9.823 dos 23.283 votos válidos. Em 7 de fevereiro de 1962 foi realizada a cerimônia de sua diplomação, junto com os vereadores eleitos, e no dia 19 de fevereiro de 1962 (considerada oficialmente a data da emancipação do município), tomou posse como primeiro prefeito de Osasco, iniciando uma nova etapa da história política da cidade.
Em prol dos adolescentes de Osasco, um dos primeiros atos como prefeito, foi criar a Juventude Cívica de Osasco - JUCO, em 26 de abril de 1962. Pela JUCO, em 50 anos, passaram dezenas de milhares de jovens, que se tornaram cidadãos e trabalhadores respeitados. Jamais, em qualquer tempo, se teve notícia que um ex-aluno da JUCO cometesse algum ilícito penal infamante.
Foi um dos fundadores da Ordem dos Advogados do Brasil (OAB) - 56a. Subseção de Osasco e da Associação dos Advogados de Osasco. Notabilizou-se no júri e atuando na tribuna da defesa, foi orador vibrante. Advogou durante quatro décadas.
É autor dos livros Das cinzas à vitória, que conta a história da imigração armênia no Brasil, e Osasco - Sua história, sua gente, um apanhado de fatos históricos da cidade que dá nome ao título da publicação.
Discursava em meio à multidão, no dia da bandeira brasileira, em 19 de novembro de 2003 quando sentiu-se mal, mas continuou seu discurso até o final. Faleceu em Osasco no dia 23 de novembro de 2003, aos 74 anos de idade, vítima de um Acidente Vascular Cerebral (AVC), seguido de um infarto.

## Homenagens
Uma das principais avenidas que atravessa a cidade de Osasco, ligando o centro à zona sul, assim como o trevo localizado no km 32 da Rodovia Castelo Branco, entroncamento com as Rodovias SP-29 e João de Góis, foram batizados com o seu nome.
A FATEC - Faculdade de Tecnologia de Osasco com capacidade para 5 mil alunos, foi entregue pelo Governo do Estado de São Paulo à população em outubro de 2010 e foi batizada com o nome de Hirant Sanazar.